# Прямий банк
Прямий банк (direct bank) — це банк без філіальної мережі, яка пропонує свої послуги віддалено через інтернет-банкінг та телефонний банкінг, а також може надати доступ через банкомати (часто через міжбанківські мережеві альянси), пошту та мобільний телефон. За рахунок усунення витрат, пов'язаних з банківськими філіями, прямі банки можуть зробити істотні заощадження, які вони можуть передати клієнтам через більш високі процентні ставки або більш низькі плати за обслуговування.
Поняття прямого банку отримало широку популярність з появою  технології онлайн-банкінгу на початку 1990-х років, що призвело до їх створення, хоча багато з цих банків належали до традиційних. Прямі банки пропонують тільки онлайн-заощадження і ці банки зазвичай пропонують вищі процентні ставки, ніж їхні традиційні конкуренти, оскільки ці банки можуть бути досить економічно ефективними в експлуатації. З середини 2000-х років онлайн і телефонний банкінг став основою роздрібних банківських послуг і більшість банків включили їх до своїх основних послуг та перетворили або скоротили їх філіальні мережі, щоб відобразити переваги, які мають  прямі банки.

## Історія
Одним з перших в світі повнофункціональних прямих банків був First Direct, який був запущений телефонним банкінгом в Сполученому Королівстві на 1 жовтня 1989 року. Спочатку дочірнім, а потім Midland Bank, вперше не було філій і  введено 24-годинне обслуговування через колл-центр. Комерціалізація інтернету на початку 1990-х була найбільшою рушійною силою у створенні повних моделей прямих банків. У міру того як інтернет став більш широко доступним, традиційні банки прагнули скоротити операційні витрати, пропонуючи послуги інтернет-банкінгу.
У той же час, з'явилися лише інтернет-банки або «віртуальні банки». Ці банки не мали традиційної банківської інфраструктури, як наприклад мережа філій, тому функція збереження коштів дозволила багатьом з них запропонувати рахунки заощаджень з вищими процентними ставками і позики з нижчими процентними ставками, ніж самі традиційні банки. Віртуальні банки змогли працювати фактично з одного комп'ютера і серверної адміністрації без суттєвої інфраструктури. Проте, була початкова споживча нерішучість в проведенні грошових операцій через інтернет особливо з юридичною особою, з якою вони не змогли мати справи лицем до лиця
Одним з перших повнофункціональних direct banks в Сполучених Штатах був Security First Network Bank (SFNB), який був запущений в жовтні 1995 року  і був першим direct bank, застрахований Федеральною Депозитною Страховою Корпорацією. Хоча SFNB не мав великого прибутку в його перші роки, він продемонстрував, що концепція прямих банків могла б працювати.
Один з перших Європейських повнофункціональних прямих банків був First-e, запущений ENBA, на Дублінській базі компанії інтернет-інкубатора в рамках банківської ліцензії французького банку, Banque d'Escompte. У Великій Британії перший такий банк був запущений у вересні 1999 року, він привернув відчутну увагу, що призвело до збільшення таких підприємств по всій Європі. Приблизно через два роки його роботи, він закрив свої операції під час dot-com bubble вибухів.  Хоча Egg Bank був запущений раніше, в жовтні 1998 року, британським транснаціональним фінансовим конгломератом(Prudential plc), він рекламувався як прямий банк, проте спочатку він не мав повний комплекс послуг даного банку.
Перший прямий банк Азії був finatiQ, підрозділ Oversea-Chinese Banking Corporation (OCBC) в Сінгапурі, запущений в квітні 2000 року. Він був закритий в 2011 році і його операції об'єднані в основну банківську структуру з батьківським OCBC, говорять, що "Інтернет банкінг з тих пір став основною частиною стратегії багатоканального OCBC банку — яка також охоплює філії, банкомати та мобільний банкінг".

## Дивитися також
Online savings account